# Памятник В. И. Ленину у Смольного
Памятник Владимиру Ильичу Ленину у Смольного — скульптурный монумент в Санкт-Петербурге, установленный 6 ноября 1927 года перед зданием Смольного института. Изготовлен по проекту скульптора Василия Козлова, архитекторов Владимира Гельфрейха и Владимира Щуко. Монумент имеет статус объекта культурного наследия федерального значения. Является одним из первых скульптурных изображений вождя, копии скульптуры установлены как в Санкт-Петербурге, так и в многих других городах.

## История
В 1918 году на месте будущего памятника Ленину была установлена гипсовая скульптура Карла Маркса работы Александра Матвеева; она была демонтирована в 1923 году. Первые работы по созданию художественного образа Ленина были проведены Василием Козловым в 1924—1925 годах — по заказу Академии художеств скульптор выполнил статуэтку вождя, предназначенную для массового производства. При этом он опирался на известную фотографию 1919 года, растиражированную во многих печатных изданиях. В 1925 году он же создал первый вариант памятника Ленину для Иваново-Вознесенска. 5 июля 1925 года в Калуге был установлен ещё один экземпляр скульптуры, выполненный Козловым.
В 1927 году, в преддверии празднования 10-летия Октябрьской революции в Ленинграде была сформирована так называемая «Октябрьская комиссия», в которую в числе прочих вошли Сергей Киров, Михаил Калинин и Анатолий Луначарский. В полномочия комиссии входила организация праздничных митингов, украшение города, а также установка памятников и мемориальных досок. В литературе встречаются сведения о конкурсе на установку монумента перед зданием бывшего Смольного института, но, по данным Государственного музея городской скульптуры, проект был выбран из числа уже существующих скульптур. В августе 1927 года члены комиссии посетили Академию художеств, где, вероятно, и ознакомились с работами Козлова, после чего скульптор получил предложение выполнить монумент для установки перед Смольным.
Бронзовая скульптура была отлита на бронзо-литейном заводе Академии художеств, отливкой руководили литейщик Владимир Гаврилов и скульптор Яков Троупянский. Гранитный монолит для постамента был привезён из Череповецкой губернии, тогда же комиссия окончательно утвердила место установки монумента. Это место для памятника Владимиру Ленину было выбрано в связи с тем, что Смольный играл важную роль в Октябрьской революции: из Смольного Ленин руководил вооружённым восстанием, здесь же было создано первое советское правительство. Архитектурное оформление памятника было поручено Владимиру Гельфрейху и Владимиру Щуко; архитекторы выполнили постамент отдельно от скульптора.

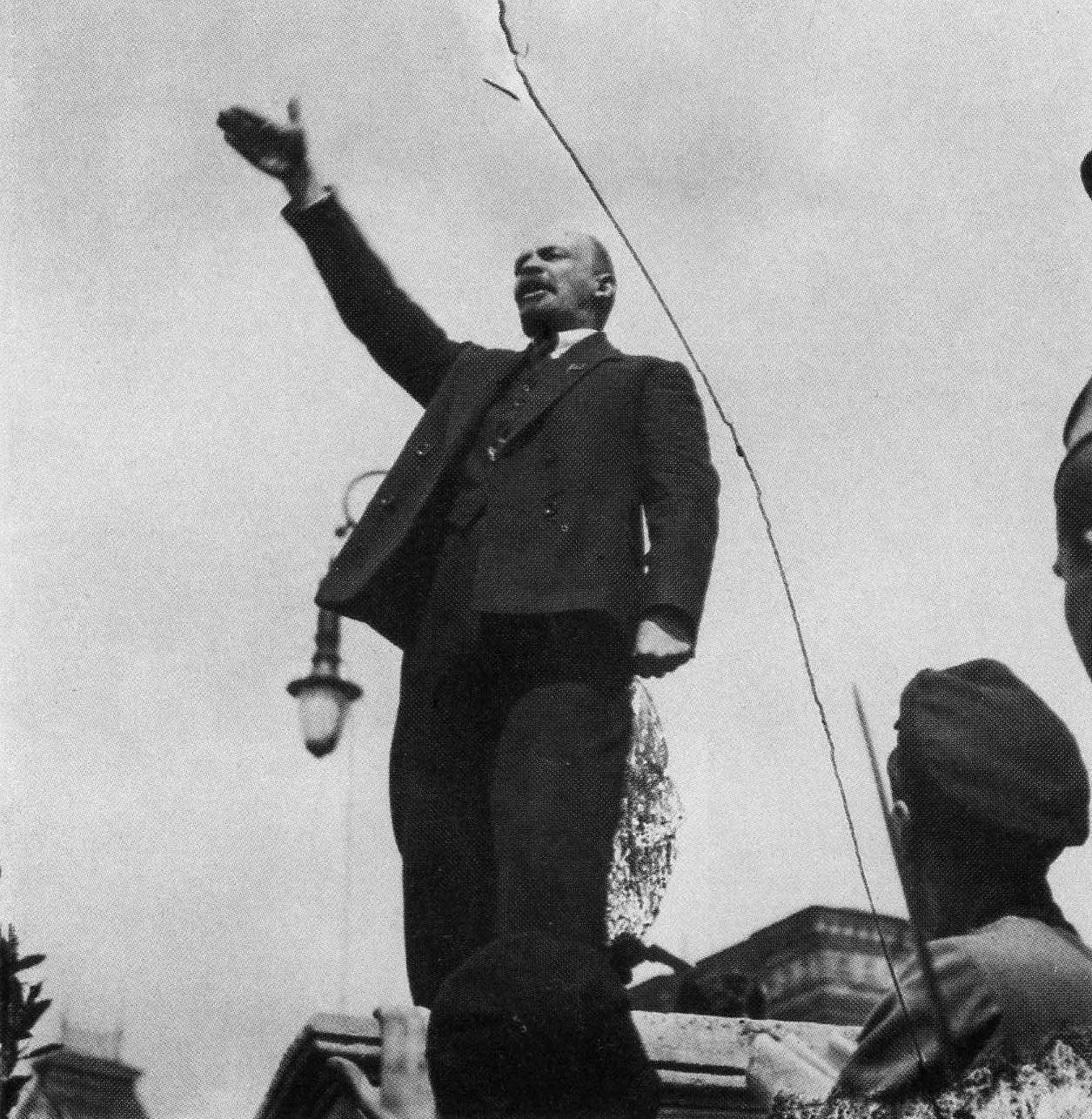
Ленин произносит речь на Красной Площади 1 мая 1919 года, фото Григория Гольдштейна
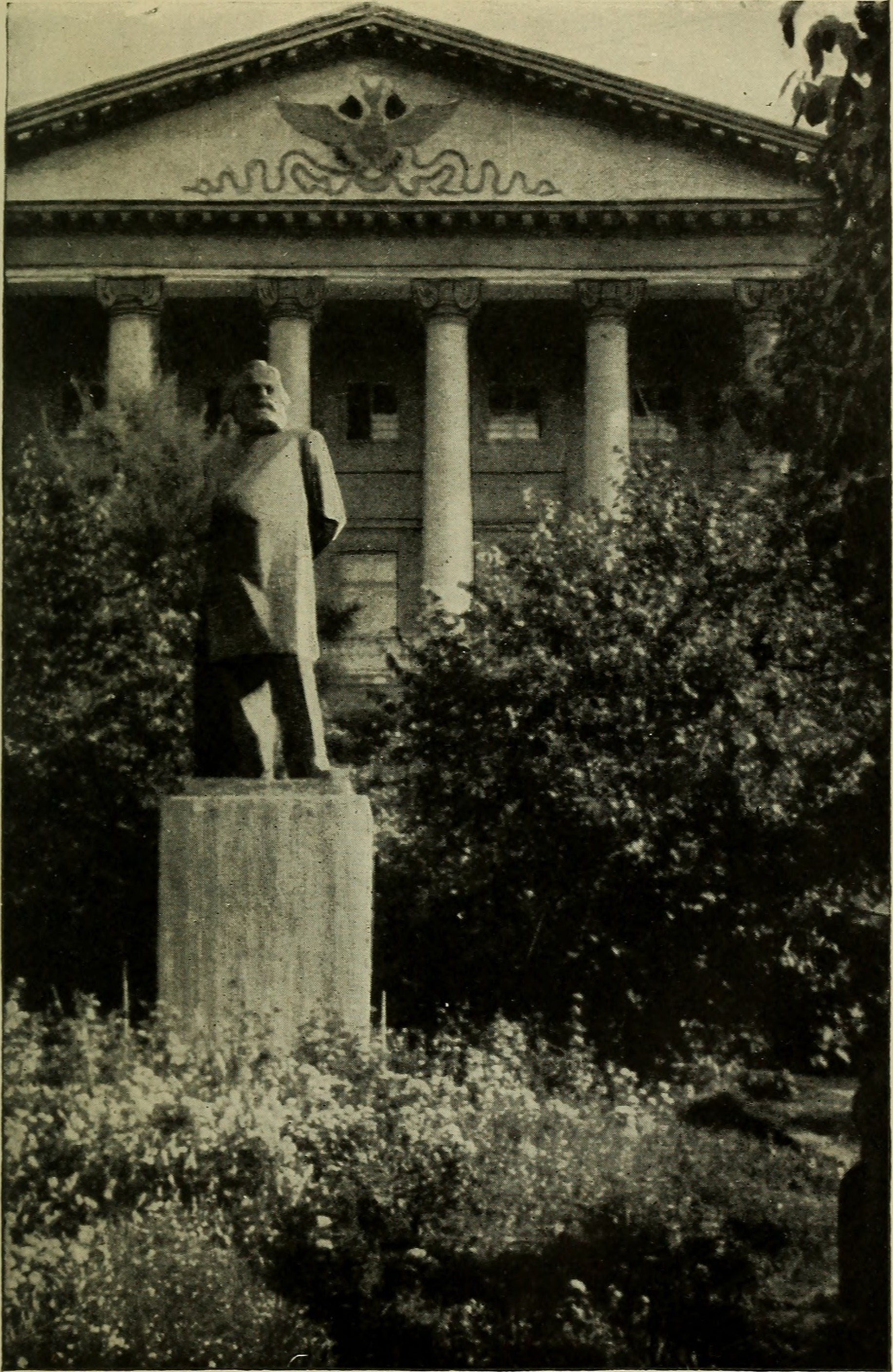
Памятник Карлу Марксу перед Смольным в сентябре 1920 года, фото Герберта Уэллса
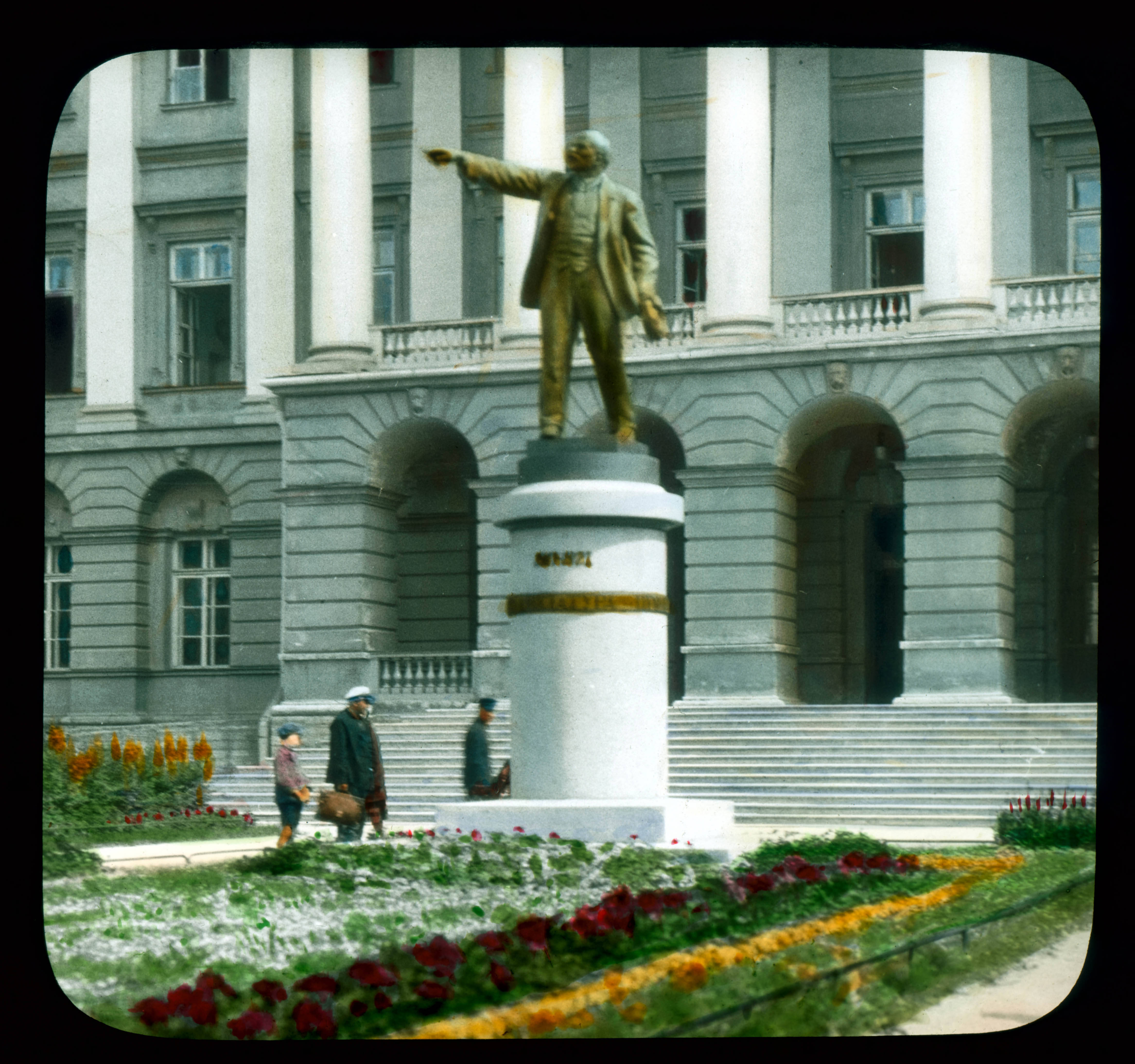
Памятник в 1931 году, фото Брэнсона Деку

Торжественное открытие памятника перед Смольным состоялось 6 ноября 1927 года и было приурочено к десятой годовщине Октябрьской революции.
10 июля 2001 года монументу был присвоен статус объекта культурного наследия федерального значения; как памятник монументального искусства он был поставлен под государственную охрану.

## Описание
Монумент установлен перед главным фасадом Смольного и органически входит в сформировавшийся в начале XIX века архитектурный ансамбль. Монумент хорошо смотрится как на фоне фасада Смольного, так и при взгляде от него — на фоне пропилей, построенных теми же архитекторами в 1924—1925 годах.
Высота скульптуры составляет 2,15 м. Ленин изображён в позе оратора: его правая рука вытянута вперёд, а в левой он держит кепку. На плинте скульптуры надпись: «Отлито на бронзолитейном заводе Академии художеств. Леп. В. В. Козлов». От первоначальной модели фигуры вождя, выполненной по заказу Академии художеств, скульптуру отличает лёгкий изгиб правой руки (у статуэтки рука прямая) и небольшой поворот корпуса вправо при сохранении положения ног. Такой художественный ход придал фигуре Ленина некоторую эмоциональность, умело дополненную профессионально выполненной головой — впалые щёки при выдающихся скулах, вздёрнутые и сдвинутые брови, а также приподнятые над приоткрытым ртом усы и выставленная вперёд бородка как будто запечатлели его в момент произнесения страстной речи.
Скульптура установлена на цилиндрическом пьедестале из светло-розового гранита высотой 3,8 м. Базой пьедестала является двухступенчатый четырёхгранный подиум, выполненный из того же материала. Вокруг пьедестала бронзовый пояс с лозунгом «Да здравствует диктатура пролетариата», в центре написаны даты «1917—1927».

## Оценки и влияние
Монумент стал одним из первых скульптурных изображений Ленина, в дальнейшем он был неоднократно повторён в Ленинграде и других городах СССР: например, копии монумента были установлены на территории ленинградских заводов «Большевик» и «Ильич», а также в Махачкале, Севастополе, Новосибирске и в других местах. Всего в разных городах было установлено более 40 памятников; оригинальный монумент многократно изображался на фотографиях, открытках и в прессе. Массовое тиражирование произведения беспокоило скульптора, который считал, что массовость искусства лишает его уникальности и приближает его скорее к предмету промышленного производства.